# بنو موسى
محمد (أبو جعفر) وأحمد والحسن بن محمد بن موسى بن شاكر، رياضيون وفلكيون ومشتغلون بالحيل (الميكانيكا)، أخوة من مرو الشاهجان في خراسان، عاشوا في القرن التاسع الميلادي. اتصلوا بالخليفة المأمون وبرعوا في علومهم وجذبوا حولهم علماء وأطباء ومترجمين كثيرين.
- أبو جعفر محمد بن موسى بن شاكر (قبل 803 - 873) وقد برع في الفلك والهندسة والجغرافيا والفيزياء.
- أحمد بن موسى بن شاكر (803 - 873) وقد برع في الهندسة والميكانيكا.
- الحسن بن موسى بن شاكر (810 - 873) وقد برع في الهندسة والجغرافيا.

## حياة بني موسى وعلمهم
كان والدهم موسى بن شاكر فلكيًا ويعمل في خدمة المأمون، فلما توثقت صلته به ووثق فيه المأمون أوصاه قبل وفاته بأولاده محمد وأحمد والحسن، فعهد بهم المأمون إلى أحد فلكيي بيت الحكمة وهو يحيى بن أبي منصور الذي علمهم الرياضيات والفلك وعلوم الحيل (الميكانيكا)، فبرع محمد والحسن - وهو اعلمهم وقد توفي 873 م - في الأولتين (الرياضيات والفلك)، وبرع أحمد في الأخيرة (الميكانيكا).
جمع بنو موسى أموالا طائلة، وجذبوا حولهم علماء وأطباء ومترجمين كثيرين منهم حنين بن اسحق وثابت بن قرة، ولم يكونوا يبخلون على العلوم بشيء، فقاموا بسياحات كثيرة للدولة البيزنطية للحصول على الكتب، واقاموا في قصرهم الباذخ في بغداد مرصداً كاملاً ووافياً، وكانوا يتمتعون في زمن المأمون بنفوذ هائل، فصاروا يكلفون بالمشاريع الفلكية والميكانيكية وبترجمة الكتب، ويقومون بدورهم بتكليف من يقوم لهم بها. َ

## الرياضيات والميكانيك
تبنَّى بنو موسى وجهة نظر مختلفة بشكلٍ واضح عن وجهة نظر الإغريق فيما يتعلق بمفاهيم رياضية هامة مثل المساحة والمحيط، ففي البحث اليوناني الأصلي الذي ترجمه بنو موسى كان علماء الإغريق ينظرون للمساحة والحجم كنسب هندسية بدلاً من استخدام أرقام فعلية للتعبير عنها، وقد تجلَّت أفكار بني موسى في أحد كتبهم التي مازالت باقيةً حتى اليوم والمعروف باسم «كتاب قياس الأشكال المسطحة والكروية»، وهذا دليلٌ على أنَّ بني موسى لم يكونوا في حقيقة الأمر مجرَّد مترجمين وناسخين لكتب الإغريق فقط بل عدَّلوا عليها وأضافوا لها الكثير واستخرجوا منها نظريات جديدة وأعمال مبتكرة.
أما في مجال الميكانيك فكان أبرز كتبهم وأكثرها شعبية هو «كتاب الحيل»، والذي كان في الغالب من أعمال أحمد الأخ الأوسط، في هذا الكتاب شرحٌ مفصَّل لمئة من الأجهزة الميكانيكية من بينها العديد ممَّا يمكن أن يعتبر اختراعات علميَّة حقيقية بكل ما للكلمة من معنى، وُصف نحو ثمانين من هذه الاختراعات على أنها أدوات خداع أو «حيل»، رغم أنَّ العديد من هذه الأجهزة كانت عبارة عن نسخ طبق الأصل لأجهزة يونانية قديمة، ومع ذلك كان في الكتاب رسوم وشروح لأجهزة جديدة أكثر تطوراً حتى من أجهزة الإغريق.

## علم الفلك
قدَّم بنو موسى العديد من الملاحظات والإسهامات الجديدة في علم الفلك، وكتبوا ما يقارب عشرة كتب فلكية احتوت على مقدار كبير من الأفكار والملاحظات عن الشمس والقمر، ويُقال أنَّ المأمون أرسلهم إلى الصحراء في بلاد ما بين النهرين لقياس درجات الطول، وقاموا أيضاً بقياس طول السنة الشمسية وحدَّدوها بدقة تامة لتكون 365 يوماً و6 ساعات.

## السياسة
على الرغم من أنَّ شهرة بني موسى كانت علمية فقد كانت لهم العديد من النشاطات الاجتماعية والسياسية خارج النطاق العلمي وخاصةً الأخ الأكبر محمد، عمل بنو موسى في كثيرٍ من المشاريع التي أسَّسها وموَّلها الخلفاء العباسيُّون، وكانوا أيضاً ضمن فريق مؤلف من عشرين شخصاً كلَّفهم الخليفة المتوكل لبناء مدينة الجعفرية، وقد جعلتهم مشاركتهم في هذه الأعمال يدخلون بقوة في المشهد السياسي في بغداد، ومع ذلك فإنَّ ذروة نشاط محمد السياسي في قصر الخليفة كانت في نهاية حياته وهو الوقت الذي بدأ فيه القادة الأتراك بالسيطرة على مفاصل الدولة العباسية، بعد وفاة المتوكل ساعد محمد المستعين بالله بن المتوكل للوصول للحكم بدلاً من شقيق الخليفة، وعندما حاصر شقيق الخليفة مدينة بغداد بجيشه أُرسل محمد لتقدير حجم الجيش المُحاصر لبغداد، وعندما انتهى الحصار أُرسل أيضاً لحضور المفاوضات التي انتهت بتسليم المستعين السلطة لعمه، كلُّ ذلك يؤكد مكانة محمد السياسية في ذلك الوقت وأنَّه كان يحظى بالثقة والاحترام من أعلى مستويات السلطة في بغداد.

## أعمالهم
وقد بحث بنو موسى في مراكز الثقل، وحددوا طرق استخدام ثقل الجسم المحمول، أي النقطة التي يتوازن عندها ثقل الجسم والحامل. وابتدعوا طريقة تقسيم الزاوية إلى ثلاثة أقسام متساوية، وتكوين الشكل الاهليجي مستخدمين دبوسين وخيط يساوي طوله ضعف طول المسافة بين الدبوسين وقلم يتحرك في نهاية الخيط المشدود

### قياس محيط وقطر الكرة الأرضية
كانت فكرة كروية الأرض قد راودت العالم اليوناني إراتوستينس في بادئ الأمر وقام بالفعل بتجربة مدهشة لإيجاد قطرها. وفي عهد المأمون حدد بنو موسى وعلماء دار الحكمة البغدادية درجة خط الهاجرة (أي محيط الأرض) بكثير من الدقة، وقد اختاروا لهذا الغرض قطعة مستوية في صحراء سنجار، فسجلوا ارتفاع القطب الشمالي عند النقطة التي اختاروها، ثم ضربوا وتداً، وربطوا فيه حبلاً طويلاً وساروا شمالا حتى وصلوا إلى مكان زاد فيه ارتفاع القطب عن الارتفاع الأول درجة كاملة، فضربوا وتداً جديداً، ثم قاسوا المسافة بين الوتدين، فوجدوا ان الدرجة الواحدة يقابلها مسافة 66 ميلا وثُلُثَان، وكرروا هذه العملية جنوبا فوجدوا نفس الشيء. وبهذه الطريقة الفذة حددوا محيط الأرض بأقل قليلاً مما قدره لها اراتوستين بالإسكندرية عام 230 ق.م، أي بحوالي 24 ألف ميلا، وحددوا ميل دائرة البروج بحوالي 23 درجة و35 ثانية، وقدروا مبادرة الاعتدالين باربعة وخمسين ثانية، وهذه أكثر قليلا من الحقيقة إلّا أنها أدق بكثير من القيمة السابقة التي طلب منهم الخليفة المأمون التحقق منها والتي قام بها العالم اليوناني إراتوستينس.

### إسهاماتهم العلمية
كأبيهم كان بنو موسى مبرزين في العلوم الرياضية، والفلكية، والميكانيكية، والهندسية؛ وأسهموا في تطويرها بفضل اختراعاتهم واكتشافاتهم المهمة. ظهرت إسهاماتهم العلمية في مجال الميكانيكا في اختراع عدد من الأدوات العملية والآلات المتحركة، حيث ابتكروا عدداً من الآلات الفلاحية، والنافورات التي تظهر صوراً متعددة بالمياه الصاعدة، كما صنعوا عدداً من الآلات المنزلية، ولعب الأطفال، وبعض الآلات المتحركة لجر الأثقال، أو رفعها أو وزنها. في الرياضيات، كان لبني موسى باع طويل بشكل عام.
كما أنهم استخدموا هذه المعارف الرياضية في أمور عملية، من ذلك أنهم استعملوا الطريقة المعروفة في إنشاء الشكل الأهليليجي (بالإنجليزية: elliptic). الطريقة هي أن تغرز دبوسين في نقطتين، وأن تأخذ خيطاً طوله أكثر من ضعف البعد بين النقطتين، ثم بعد ذلك تربط هذا الخيط من طرفيه وتضعه حول الدبوسين وتدخل فيه قلم رصاص، فعند إدارة القلم يتكون الشكل الأهليليجي.
أما في مجال الفلك، فقد حسب بنو موسى الحركة المتوسطة للشمس في السنة الفارسية، ووضعوا تقويمات لمواضع الكواكب السيارة، ومارسوا مراقبة الأرصاد وسجلوها. لعب بنو موسى دوراً مهماً في تطوير العلوم الرياضية، والفلكية، والهندسية وذلك من خلال مؤلفاتهم؛ ومن خلال رعايتهم لحركة الترجمة والإنفاق على المترجمين والعلماء.
في هذا الصدد تقول المؤلفة الألمانية سيغريد هونكه عن بني موسى: «وقد قاموا بإيفاد الرسل على نفقتهم الخاصة إلى الإمبراطورية البيزنطية بحثاً عن المخطوطات الفلسفية، والفلكية، والرياضية، والطبية القديمة، ولم يتوانوا عن دفع المبالغ الطائلة لشراء الآثار اليونانية وحملها إلى بيتهم. وفي الدار التي قدمها لهم المتوكل على مقربة من قصره في سامراء، كان يعمل، دون إبطاء، فريق كبير من المترجمين من أنحاء البلاد.»

## مؤلفاتهم
كتب بنو موسى في علوم عدة مثل الهندسة، والمساحة، والمخروطات، والفلك، والميكانيكا، والرياضيات. ومن مؤلفاتهم: «كتاب الحيل»، وهو أشهر كتبهم، جمعوا فيه علم الميكانيكا القديمة، وتجاربهم الخاصة، ويقول أحمد يوسف حسن محقق هذا الكتاب: «إن الاهتمام بكتاب الحيل بدأ في الغرب منذ نهاية القرن التاسع عشر، ولكن الدراسات الجادة لم تظهر إلا مع بداية القرن العشرين، وذلك عندما نشر كل من فيديمان وهاو سر مقالات حول هذا الكتاب».
في سنة 1979 قام هيل (Hill) بترجمة الكتاب إلى الإنجليزية. وفي سنة 1981 نشر معهد التراث العلمي العربي في سوريا «كتاب الحيل» بعد أن قام أحمد يوسف حسن وآخرون بتحقيقه.
من أهم مؤلفاتهم: «كتاب مساحة الأكر»، و«كتاب قسمة الزوايا إلى ثلاثة أقسام متساوية»، ترجمه جيرارد كريموني إلى اللاتينية، و«كتاب الشكل المدور والمستطيل»، و«كتاب الشكل الهندسي»، و«كتاب حركة الفلك الأولى».
يشار إلى أن بني موسى قد تعاونوا فيما بينهم لدرجة يصعب معها التمييز بين العمل الذي قام به كل واحد منهم، ولكنهم لعبوا دوراً مهماً في تطوير علوم الرياضيات، والفلك، والهندسة؛ وأثروا في عصرهم تأثيراً كبيراً.
ولعل أهم ما خلفوه من ترجمات هو كتاب أرخميدس (حول قياس الاشكال المسطحة والمستديرة) الذي ترجمه جيراردو الكريموني إلى اللاتينية في القرن الثاني عشر الميلادي تحت اسم (أقوال بني شاكر)، ودرسه أبرز زعماء النهضة الاوربية مثل روجر بيكون، ولهم أيضاً (كتاب الحيل)، المسمى أحياناً (حيل بني موسى) والذي نقل أخيراً إلى الإنجليزية، ويعتبر هذا الكتاب من أوائل الكتب التي ألفت بالعربية في علوم الحيل أو الميكانيكا، ويضم حوالي مائة تركيب مختلف في الوسائل الميكانيكية، ولهم كذلك كتاب (في مراكز الاثقال)، و (كتاب في القرسطون)، و (كتاب في قسمة الزاوية إلى ثلاثة أقسام)، و (كتاب في مساحة الاكر).

## مرصد بني موسى
لقد بنيت بعد وفاة الخليفة العباسي المأمون مراصد كثيرة منها مرصد بني موسى الذي انشيء على طرف الجسر المتصل بباب الطاق في بغداد، واستخرجوا فيه حساب العرض الأكبر من عروض القمر.